# Chip Minton
Nathan Minton III, detto Chip (Macon, 9 giugno 1969) è un ex bobbista ed ex wrestler statunitense.

## Biografia
Viene ricordato come vincitore di una medaglia di bronzo nella sua disciplina, ottenuta ai campionati mondiali del 1997 (edizione tenutasi a St. Moritz, Svizzera) insieme ai suoi connazionali Brian Shimer, Robert Olesen e Randy Jones
Nell'edizione l'oro e l'argento andarono alla nazionali tedesche.